# Capitan Rogers
Capitan Rogers (alias Geremy Reginald Rogers) è un personaggio umoristico dei fumetti western, creato da Giorgio Pezzin per i testi, con la collaborazione di François Corteggiani, e da Giorgio Cavazzano per i disegni ed edito da il Giornalino delle Edizioni San Paolo. È stato pubblicato fra il 1981 e il 1989 e la sua figura appare sul nono volume della collana 100 anni di fumetto italiano.

## Caratteristiche
Il personaggio - il cui nome per esteso è Geremy Reginald Rogers - è disegnato con tratto rotondo e raffigura un patriota americano, un trapper vestito con abiti e cappello di pelle, con capelli lunghi e folti baffoni che è a capo di un manipolo di ranger.
Negli anni precedenti la guerra d'indipendenza americana lotta contro ogni genere di sopruso, agendo fra pellerossa (spesso alleati, talvolta ostili), malviventi, pirati, coloni, bracconieri e cacciatori di animali da pelliccia che si muovono in boschi di conifere su montagne spesso innevate. Nemici giurati sono però i soldati inglesi in giubba rossa di stanza nei loro fortilizi costruiti con tronchi d'albero.
Originariamente Otto Wrustel, poi Karl, tedesco originario di Norimberga, grassotello e basso di statura, maldestro e con folti baffoni bianchi, che si maschera indossando una giubba rossa e porta sempre con sé un'inseparabile bisaccia dal contenuto illimitato, è il suo partner d'avventura fin dalla prima puntata, apparsa sul n. 19 del 10 maggio 1981 de Il Giornalino, intitolata Capitan rogers e i suoi rangers (sarà anche il titolo della serie).
Altri comprimari che si avvicendano nelle storie sono:
- Gli Inglesi:
  - Il maggiore Scotch, dall'aria assai severa
  - Il sergente Bostik, caratteristico per la sua ingenuità
- Gli Indiani:
  - Capo Cemento Armato, della tribù dei Ghiaioni
  - Ursola Semovente, formosa figlia di Capo Cemento Armato
  - Gatto Selvaggio, indiano sindacalista
  - Spia Rossa, avverte quando la tribù è in riserva
- Gli altri:
  - Mister Birbanks, mercante
  - Il popolo dei coloni

Le avventure di Capitan Rogers, pubblicate sempre a colori su Il Giornalino, erano solitamente articolate su poche tavole, mediamente fra le 7 e le 12. Solo l'ultimo episodio, scritto da Corteggiani, dal titolo Il calumet della guerra, ha un respiro maggiore ed occupa 46 tavole.

## Raccolte
Alcune sue avventure sono state edite, a pubblicazione su Il Giornalino cessata, in volume: nel 1985, Lo Vecchio ha dato in stampa sei storie sceneggiate da Corteggiani; del 2000 è poi un volume della collana Le Mani Comics, che riporta una selezione di storie stampate però in bianco e nero, scritte da Pezzin ma con una di Corteggiani non accreditato; infine un'edizione in volume è stata riservata, sempre nel 1985, dalle edizioni Vittorio Pavesio all'ultima avventura di questo personaggio dei comics.